# 訃報 1975年5月
訃報 1975年5月（ふほう 1975ねん5がつ）では、1975年（昭和50年）5月中に物故した、又は物故が報じられた人物についてまとめる。

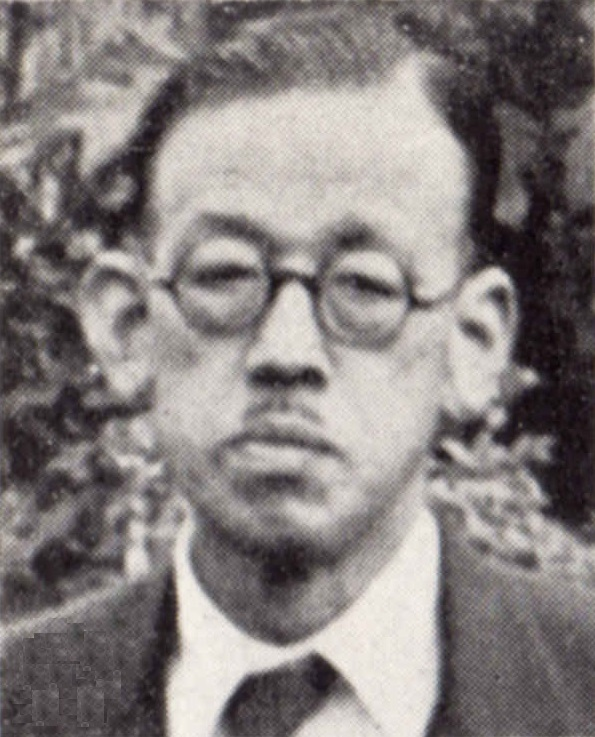
服部嘉香 / 5月10日没

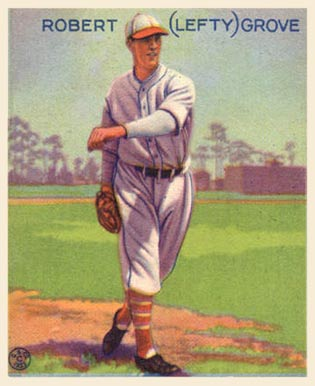
レフティ・グローブ / 5月22日没

## （1日 - 15日）
- 5月1日 - 安辺浩、陸軍軍人・パイロット・実業家（* 1890年）
- 5月2日（遺体発見日） - 富永美沙子、女優・声優（* 1933年）
- 5月3日 - 牧野周一、映画説明者・漫談家（* 1905年）
- 5月4日 - 鈴木十郎、政治家（* 1896年）
- 5月6日 - 古畑種基、法医学者（* 1891年）
- 5月7日 - 藤岡淳吉、社会運動家・出版人（* 1902年）
- 5月8日 - 飯田房太郎、土木工学者・実業家（* 1906年）
- 5月9日 - 小松摂郎、哲学者（* 1908年）
- 5月10日 - 服部嘉香、詩人・歌人・国語学者（* 1886年）
- 5月10日 - 栗原大島太郎、医師・実業家・政治家（* 1885年）
- 5月10日 - 渡辺一夫、フランス文学者（* 1901年）
- 5月11日 - 中俣充志、動物園の園長（* 1904年）
- 5月11日 - 梶山季之、作家（* 1930年）
- 5月13日 - マルグリット・ペレー、物理学者（* 1909年）
- 5月13日 - 木村禧八郎、元参議院議員（* 1901年）
- 5月14日 - アーンスト・アレキサンダーソン、電気工学者（* 1878年）

## （16日 - 31日）
- 5月17日 - 寺井知高、剣道家・居合道家（* 1891年）
- 5月17日 - 永田久光、広告研究者・評論家（* 1921年）
- 5月18日 - ルロイ・アンダーソン、作曲家（* 1908年）
- 5月19日 - 斎藤和、新左翼活動家（* 1947年）
- 5月22日 - レフティ・グローブ、メジャーリーガー（* 1900年）
- 5月22日 - 和気律次郎、新聞記者・翻訳家（* 1888年）
- 5月22日 - 児玉隆也、ジャーナリスト（* 1937年）
- 5月25日 - 名川保男、弁護士（* 1896年）
- 5月25日 - 矢代幸雄、美術史家・美術評論家（* 1890年）
- 5月25日 - 近藤久、プロ野球選手（* 1918年）
- 5月31日 - 島袋龍夫、空手家（* 1908年）
- 5月31日 - 梅田ミト、長寿世界一（* 1863年）
- 5月31日 - 伊藤弥太、洋画家（* 1892年）[1]